# Carlos Front
Carlos Bienvenido Front Barrera (Amposta, 20 novembre 1980) è un ex canottiere spagnolo.

## Biografia
Nato ad Amposta, in Catalogna, nel 1980, a soli 11 anni ha partecipato ai Giochi olimpici estivi di Barcellona 1992, nell'otto, come timoniere in squadra con Allegue, Altuna, Andueza, Azkue, Canals, Claro, Quer e Robert, uscendo nelle qualificazioni, arrivando 5º con il tempo di 5'48"36, chiudendo 5º anche nel ripescaggio in 5'53"50 e terminando poi 14º. In quell'occasione è stato l'atleta più giovane delle Olimpiadi spagnole.
Ha terminato la carriera nel 1994, a 14 anni.